# Topol pri Begunjah
Topol pri Begunjah – wieś w Słowenii, w gminie Cerknica. W 2018 roku liczyła 65 mieszkańców.